# Leuchtturm Holnis
Der Leuchtturm Holnis ist der nördlichste Leuchtturm an der deutschen Ostseeküste und weist der Schifffahrt den Weg in die Flensburger Förde. Er steht auf der Ostseite der gleichnamigen Halbinsel Holnis inmitten des Glücksburger Ortsteils Schausende.

## Der alte Leuchtturm
Der Leuchtturm Holnis an der Flensburger Förde geht im Erfordernis eines Leuchtfeuers in der Innenförde Höhe Halbinsel Holnis auf einen ersten Leuchtturm aus dem Jahre 1896 zurück. Einige Jahre nach Errichtung des heutigen Turmes wurde der ursprüngliche Turm im Jahr 1980 zurückgebaut.

## Der Leuchtturm aus dem Jahr 1967
Der Baubeginn für den heutigen Turm an der Flensburger Förde in Schleswig-Holstein lag im Jahr 1964, die Inbetriebnahme erfolgte 1967.

### Bautechnik
Der heutige runde Turm wurde nach Flachgründung in Gleitschalungsbauweise als Stahlbetonturm errichtet. Aus technischen Gründen erhielt der Turm nach Errichtung eine rot-weiße Faserplattenverkleidung. Die konstruktive Turmhöhe beträgt 26,8 m.

### Leuchtturmbetrieb
Die Kennung des Gleichtaktfeuers mit den Farben rot, weiß und grün beträgt 6 Sekunden, die Reichweite des weißen Leuchtfeuers beträgt 10 (r.), 13 (w.) und 11 (gr.) sm, seine Feuerhöhe liegt bei 31,9 m über NN.
Der Turm der Wasser- und Schifffahrtsverwaltung Lübeck steht unter Fernüberwachung der WSV-Überwachungszentrale in Travemünde. Das sogenannte Leuchtfeuer ist als Leit-, Quermarken- und Orientierungsfeuer für die Fördeschifffahrt ausgelegt. Lt. WSV ist die Lage des Leuchtturms Holnis angegeben mit den Koordinaten: 54°51.706' nördliche Breite und 09°34.410' östliche Länge.

## Technikgebäude

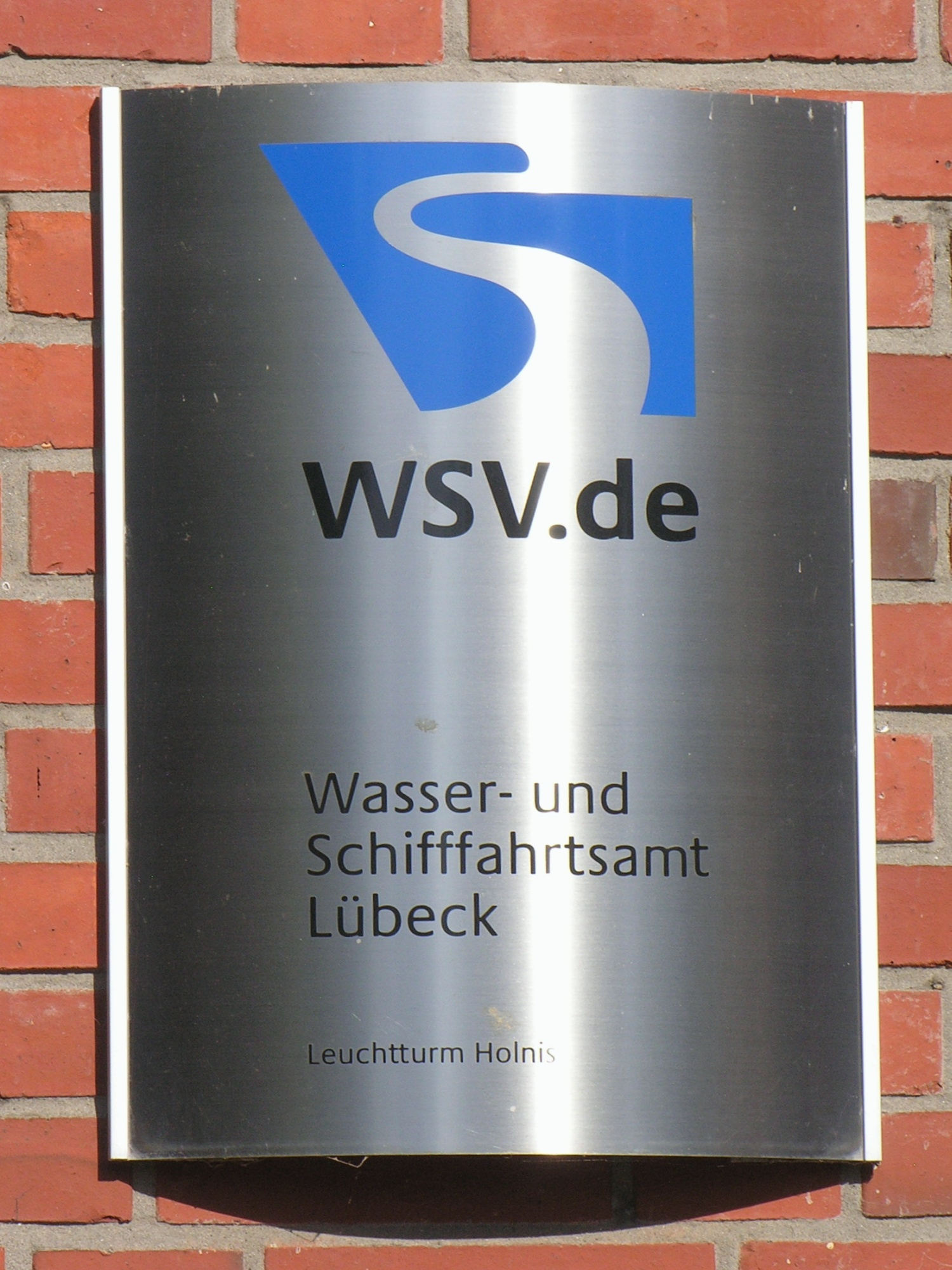
Turm-Kennzeichnung des WSA Lübeck am Maschinenhaus (Foto 2012)

Neben dem Turm befindet sich ein Maschinenhaus aus Klinkermauerwerk für die Steuerungstechnik und Anlagen für die Fernüberwachung. Zur Einrichtung der Leuchtturmtechnik gehört eine Notstromversorgung, die ebenfalls dem Maschinenhaus zugeordnet wurde.

## Sonstiges
- Der heutige Leuchtturm steht frei zugänglich im Bereich der nördlichen Bebauung des Ortes Schausende auf einer niedrigen Anhöhe an der Flensburger Förde. Der Turm ist für Unbefugte nicht zugänglich.
- Ab 1906 erhielt der Leuchtturmwärter von Holnis die zusätzliche Aufgabe, die Nachbarfeuer Laagmai und Rinkenis zu beobachten.[2] Diese Aufgabe dürfte er bis 1920 wahrgenommen haben, als Volksabstimmung in Schleswig stattfand, die dazu führte, dass Nordschleswig an Dänemark fiel.